# Bucierz (wieś)
Bucierz (niem. Klausdorf) – dawna wieś w Polsce. Leżała na obszarze współczesnego województwa zachodniopomorskiego, powiatu drawskiego, gminy Drawsko Pomorskie.
Bucierz leżał wśród lasów, nad Brzeźnicką Węgorzą (Ostrowitnicą), na południowym brzegu jeziora Bucierz. Przebiega tędy dojazd pożarowy 10 w kierunku Oleszna. Po wsi nie pozostało nic, po jej wyludnieniu na potrzeby Poligonu Drawskiego.
Dawniej gromada w gminie Drawsko w powiecie drawskim w województwie koszalińskim. W 1954 włączony do gromady Mielenko Drawskie, a po jej zniesieniu 31 grudnia 1961 – do gromady Drawsko Pomorskie.